# Andrena albopunctata
Andrena albopunctata is een vliesvleugelig insect uit de familie Andrenidae. De wetenschappelijke naam van de soort is voor het eerst geldig gepubliceerd in 1792 door Rossi.